# Kristina Dúdina
Kristina Alexéyevna Dúdina (en ruso: Кристина Алексеевна Дудина; 10 de julio de 2004) es una deportista rusa que compite en judo. Ganó una medalla de oro en el Campeonato Europeo de Judo de 2024, en la categoría de –48 kg.

## Palmarés internacional
| Campeonato Europeo | Campeonato Europeo | Campeonato Europeo | Campeonato Europeo |
| Año                | Lugar              | Medalla            | Categoría          |
| ------------------ | ------------------ | ------------------ | ------------------ |
| 2024               | Zagreb (Croacia)   | Medalla de oro     | –48 kg             |